# Ministerio de Agroindustria
El Ministerio de Agroindustria de Argentina fue un ministerio encargado de la agricultura, ganadería y pesca. Como parte de la Administración Pública Nacional, dependía del Poder Ejecutivo y estuvo activo entre 2015 y 2018.
El Poder Ejecutivo creó este ministerio en 2015, por decreto n.º 13 del 10 de diciembre de ese año del presidente Mauricio Macri.
En su ámbito de asignó la Secretaría de Agricultura, Ganadería y Pesca. Asimismo, se le asignaron el Instituto Nacional de Investigación y Desarrollo Pesquero (INIDEP), el Instituto Nacional de Tecnología Agropecuaria (INTA) y el Servicio Nacional de Sanidad y Calidad Agroalimentaria.
El ministerio fue cerrado en 2018, por decreto n.º 801 del 5 de septiembre de ese año; y se creó el Ministerio de Producción y Trabajo, continuador de aquel.